# Lievegem
Lievegem is een gemeente in de Belgische provincie Oost-Vlaanderen. De gemeente telt ruim 27.000 inwoners en bestaat uit 6 deelgemeenten.

## Oorsprong
De gemeente is op 1 januari 2019 ontstaan uit de vrijwillige fusie van de gemeenten Lovendegem, Zomergem en Waarschoot.
De Vlaamse regering keurde op 4 mei 2016 het 'fusiedecreet gemeenten' goed dat een vrijwillige fusie van gemeenten voorzag gesteund met een financiële bonus in de vorm van een gedeeltelijke schuldovername door de Vlaamse overheid. Het fusiedecreet bracht een dynamiek op gang waarbij buurgemeenten elkaar informeel en in de media aftoetsten om te fuseren. Op de openingsreceptie van het ziekenhuis AZ Alma in Eeklo op 18 maart 2017 ontmoetten de toenmalige burgemeester van Lovendegem Chris De Wispelaere en toenmalig burgemeester van Waarschoot Ann Coopman, beiden van CD&V, elkaar. ‘Fuseren, zou dat geen idee zijn?’ vroeg Ann Coopman aan Chris De Wispelaere. Het mondde uit in informele gesprekken tussen de burgemeesters waar in een later stadium ook de burgemeester van Zomergem Tony Vermeire, ook van CD&V, bij betrokken werd.
Op 19 mei 2017 werden in restaurant 't Hof van Beke in het kerkdorp Beke, dat gelegen is aan de boord van het kanaal de Lieve, de eerste intenties bekendgemaakt door de drie burgemeesters. Daar werd een fusie nog als een van twee opties gezien, naast een intensievere samenwerking tussen de drie gemeenten. Eerst was er wat politieke tegenstand, zelfs van Open VLD die in Lovendegem en Waarschoot deel van het bestuur vormden. Er werd door de oppositie verweten dat een fusie een idee van drie burgemeesters is. Als gevolg kwamen de plannen even in de koelkast. In de zomer van 2017 ging Open VLD en een deel van de oppositie overstag en werd de fusie in de drie gemeenteraden principieel goedgekeurd op donderdag 28 september 2017. Nadien volgden er in oktober en november info- en inspraakvergaderingen voor de bevolking. De officiële goedkeuring kwam er op de drie gemeenteraden van 21 december 2017. Met het decreet van 4 mei 2018 bekrachtigde Vlaanderen de fusie die op 1 januari 2019 officieel inging.

## Naam
De werknaam van het fusieproject was 'De Lieve' verwijzend naar het kanaal dat zowel door Lovendegem, Waarschoot als Zomergem loopt en als een verbindend element werd gezien. Er werd besloten dat de bevolking de naam mocht kiezen. Een door loting samengestelde volksjury van 47 inwoners maakte een eerste selectie uit 600 inzendingen. De vier geselecteerde namen waren Lievebeke, Lievegem, Lieveland en Midden-Meetjesland. In totaal 4.110 inwoners van de drie gemeenten brachten in november 2017 hun stem uit. Winnaar werd de naam Lievegem die 2.260 stemmen haalde, goed voor 55 procent van de stemmen. Het achtervoegsel ‘gem’ komt van ‘heim’ of ‘heem’, wat huis of woonplaats betekent. Plaatsnamen die eindigen op -gem zijn vrijwel altijd Germaans van oorsprong en verwijzen naar een bepaalde persoon of stam. De samenstelling 'Lievegem' is dus kunstmatig van aard.
De officiële voorstelling van de naam van de nieuwe gemeente gebeurde op 1 december 2017 in de feestzaal Kokorico, die gelegen is op het driegemeentenpunt van Waarschoot, Lovendegem en Zomergem.

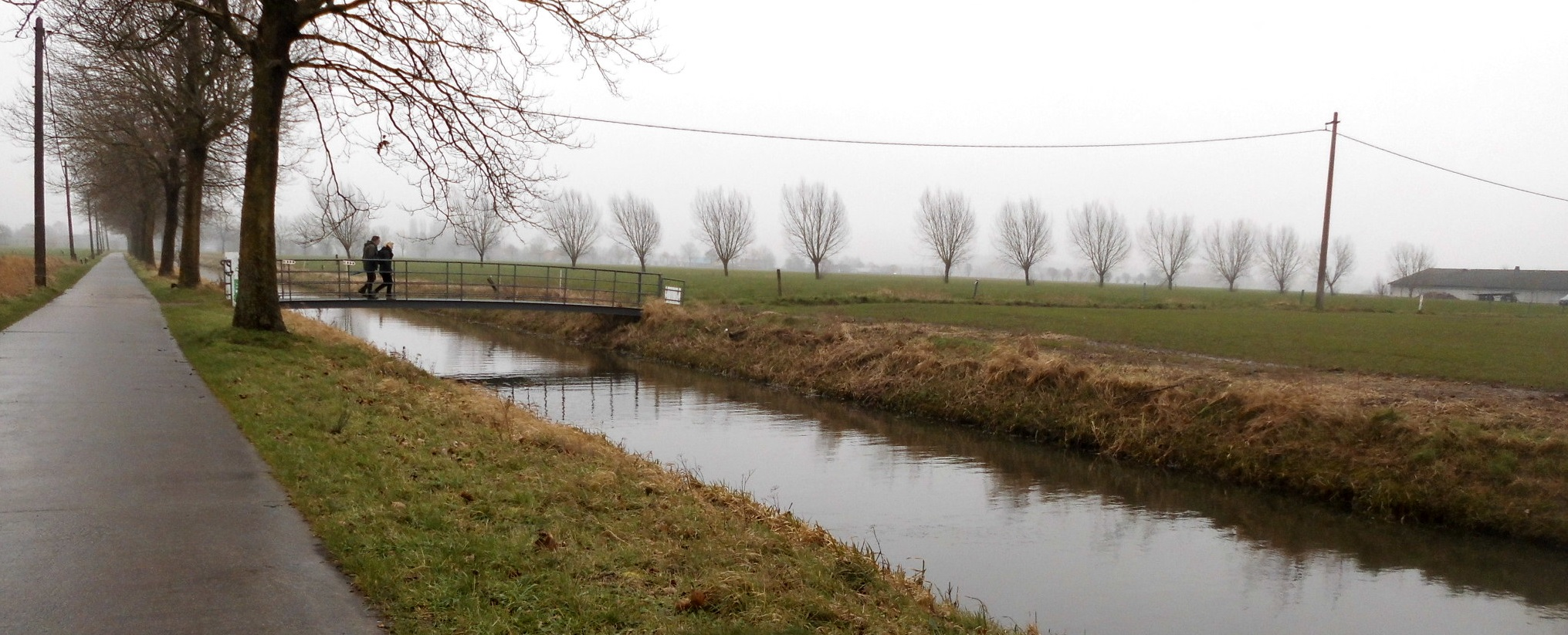
De Lieve.
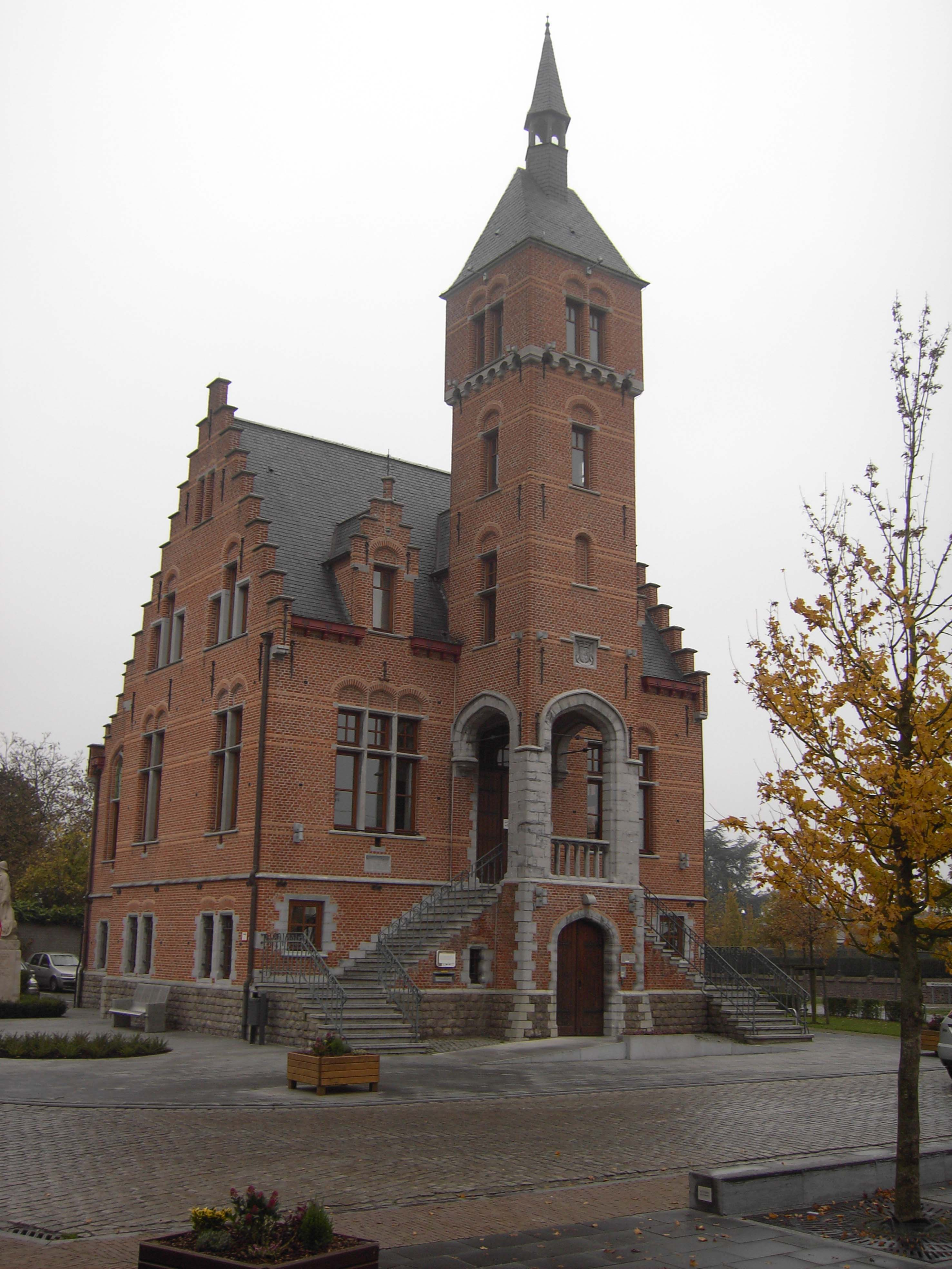
Gemeentehuis Lovendegem.
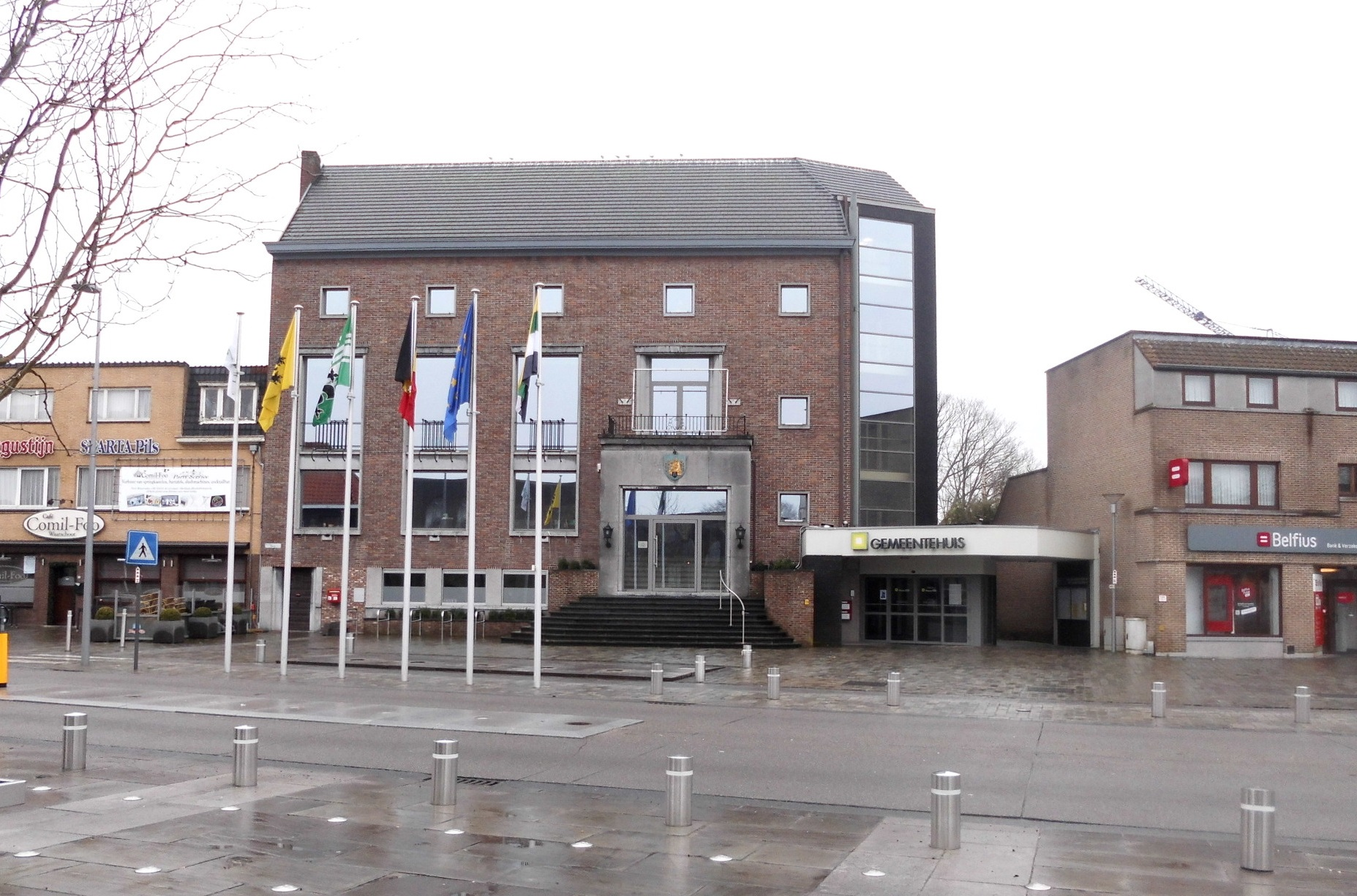
Gemeentehuis Waarschoot.
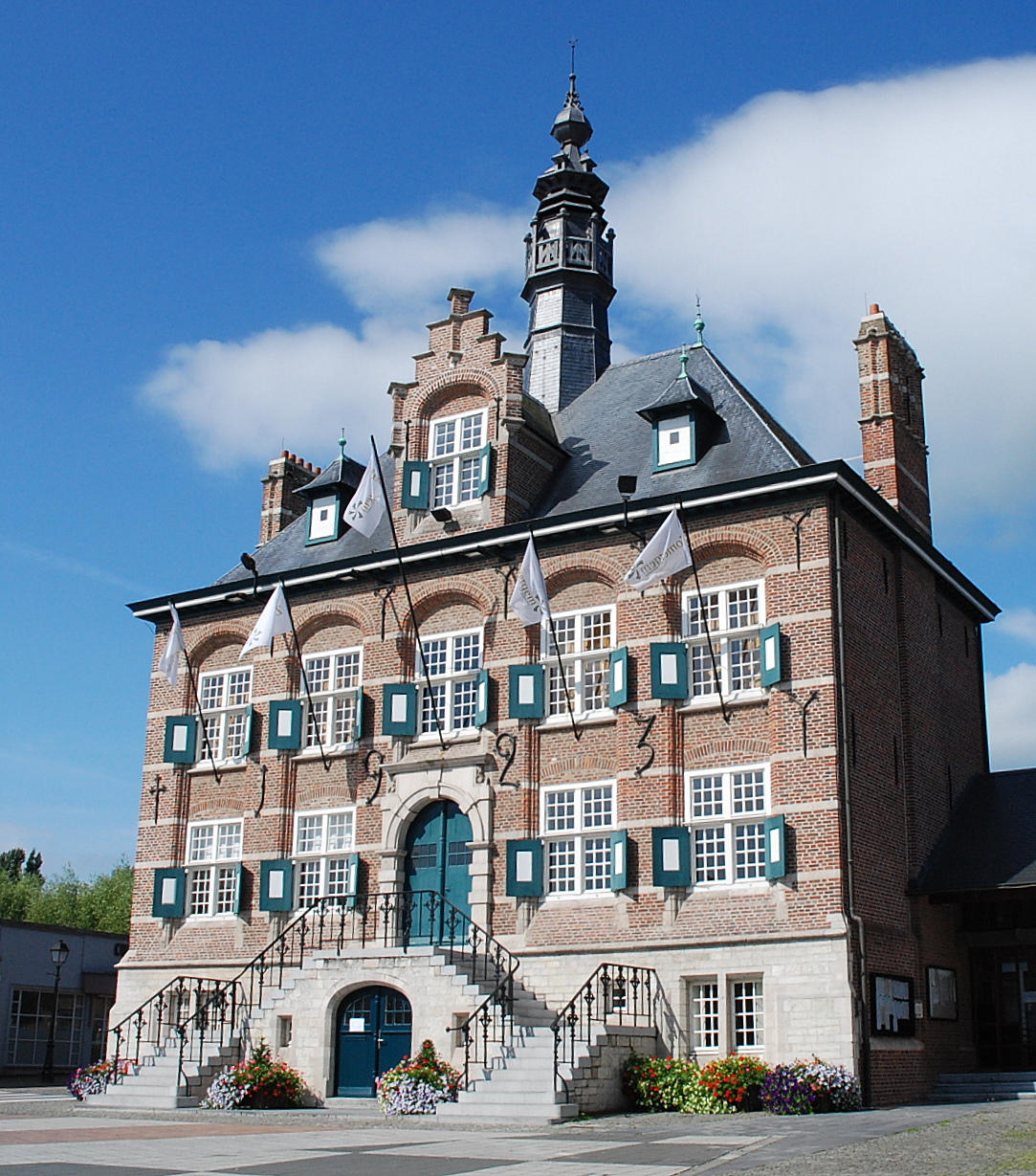
Gemeentehuis Zomergem.
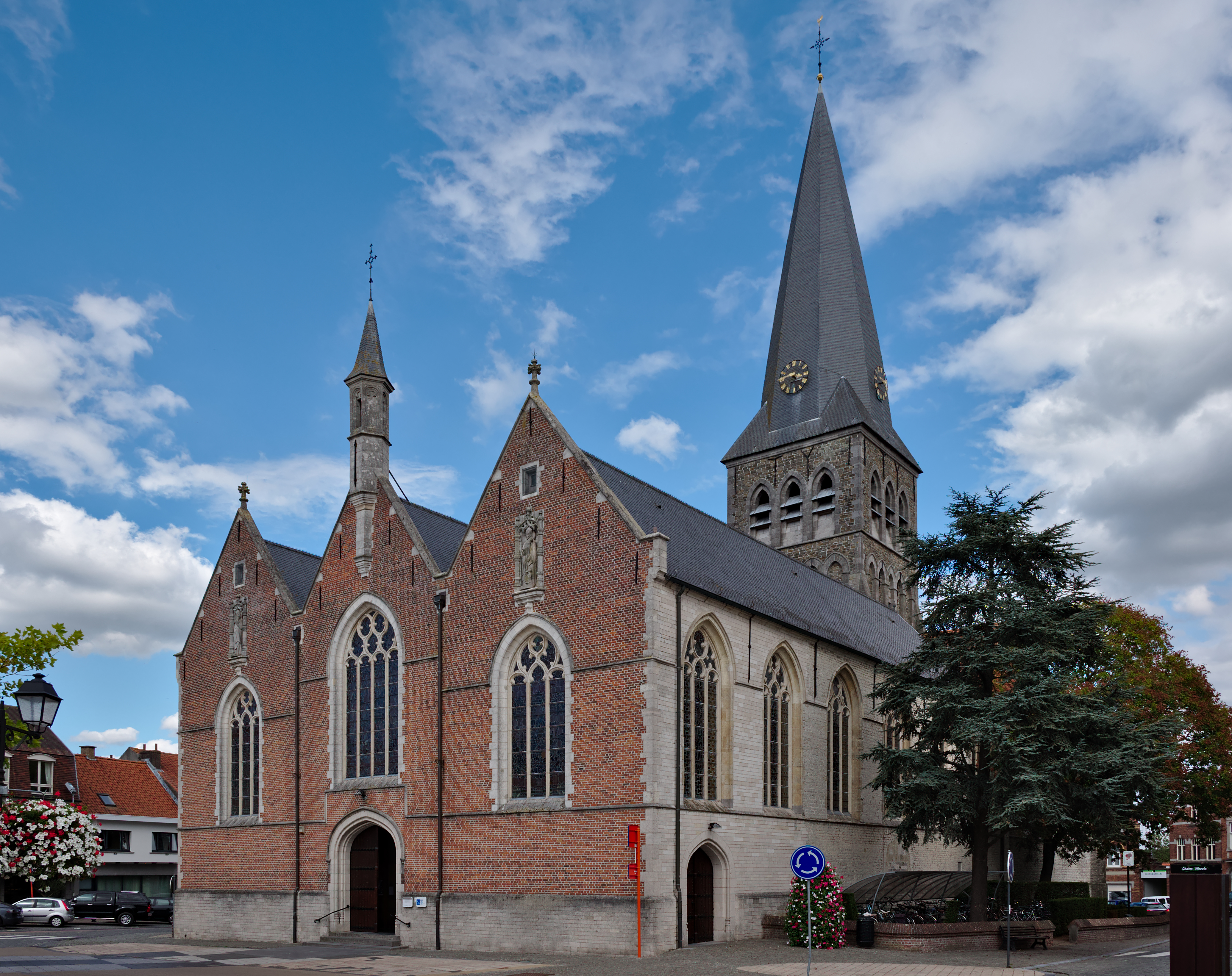
Sint-Martinuskerk, Zomergem

## Kernen
De gemeente Lievegem bestaat uit de deelgemeenten Lovendegem, Oostwinkel, Ronsele, Vinderhoute, Waarschoot en Zomergem. De woonkern Beke is nooit een zelfstandige gemeente geweest en is dus geen deelgemeente, het ligt op de grens van de deelgemeenten Zomergem en Waarschoot.
| #   | Naam        | Oppervlakte (km²) | Bevolking (2022) | Postcode |
| --- | ----------- | ----------------- | ---------------- | -------- |
| I   | Lovendegem  | 15,82             | 8577             | 9920     |
| II  | Oostwinkel  | 8,36              | 837              | 9931     |
| III | Ronsele     | 2,51              | 572              | 9932     |
| IV  | Vinderhoute | 3,66              | 1211             | 9921     |
| V   | Waarschoot  | 21,91             | 8302             | 9950     |
| VI  | Zomergem    | 27,92             | 7148             | 9930     |

## Demografische ontwikkeling
Alle historische gegevens hebben betrekking op de huidige gemeente, inclusief deelgemeenten, zoals ontstaan na de fusie van 1 januari 2019.
Bronnen:
• officiële uitslagen via NIS - Opm: 1806 t/m 1970=volkstellingen op 31 december; vanaf 1980= inwoneraantal per 1 januari
• tellingen via Pieter DE REU, Bevolkingscijfers voor het Meetjesland tijdens de ′lange negentiende eeuw′
• Sven VRIELINCK, De territoriale indeling van België (1795-1963). Bestuursgeografisch en statistisch repertorium van de gemeenten en de supracommunale eenheden (administratief en gerechtelijk), met de officiële uitslagen van de algemene volkstellingen.
| Inwoners van jaar tot jaar op 1 januari 1992 tot heden | Inwoners van jaar tot jaar op 1 januari 1992 tot heden | Inwoners van jaar tot jaar op 1 januari 1992 tot heden |
| jaar                                                   | Aantal                                                 | Evolutie: 1992=index 100                               |
| ------------------------------------------------------ | ------------------------------------------------------ | ------------------------------------------------------ |
| 1992                                                   | 24.905                                                 | 100,0                                                  |
| 1993                                                   | 24.991                                                 | 100,3                                                  |
| 1994                                                   | 25.074                                                 | 100,7                                                  |
| 1995                                                   | 25.135                                                 | 100,9                                                  |
| 1996                                                   | 25.223                                                 | 101,3                                                  |
| 1997                                                   | 25.382                                                 | 101,9                                                  |
| 1998                                                   | 25.478                                                 | 102,3                                                  |
| 1999                                                   | 25.556                                                 | 102,6                                                  |
| 2000                                                   | 25.509                                                 | 102,4                                                  |
| 2001                                                   | 25.465                                                 | 102,2                                                  |
| 2002                                                   | 25.400                                                 | 102,0                                                  |
| 2003                                                   | 25.333                                                 | 101,7                                                  |
| 2004                                                   | 25.263                                                 | 101,4                                                  |
| 2005                                                   | 25.170                                                 | 101,1                                                  |
| 2006                                                   | 25.174                                                 | 101,1                                                  |
| 2007                                                   | 25.152                                                 | 101,0                                                  |
| 2008                                                   | 25.225                                                 | 101,3                                                  |
| 2009                                                   | 25.425                                                 | 102,1                                                  |
| 2010                                                   | 25.495                                                 | 102,4                                                  |
| 2011                                                   | 25.572                                                 | 102,7                                                  |
| 2012                                                   | 25.663                                                 | 103,0                                                  |
| 2013                                                   | 25.804                                                 | 103,6                                                  |
| 2014                                                   | 25.804                                                 | 103,6                                                  |
| 2015                                                   | 25.756                                                 | 103,4                                                  |
| 2016                                                   | 25.842                                                 | 103,8                                                  |
| 2017                                                   | 25.812                                                 | 103,6                                                  |
| 2018                                                   | 26.007                                                 | 104,4                                                  |
| 2019                                                   | 26.162                                                 | 105,0                                                  |
| 2020                                                   | 26.310                                                 | 105,6                                                  |
| 2021                                                   | 26.441                                                 | 106,2                                                  |
| 2022                                                   | 26.657                                                 | 107,0                                                  |
| 2023                                                   | 26.979                                                 | 108,3                                                  |
| 2024                                                   | 27.225                                                 | 109,3                                                  |
| 2025                                                   | 27.350                                                 | 109,8                                                  |

## Politiek
Burgemeester is, sinds september 2022, Kim Martens (CD&V) uit deelgemeente Waarschoot: hij volgde Tony Vermeire op. Hij leidt een coalitie bestaande uit CD&V Plus en het liberale Vrij Lokaal Lievegem. Samen vormen ze de meerderheid met 21 op 29 zetels.

#### Resultaten gemeenteraadsverkiezingen vanaf 2018
| Partij               | Partij                            | 14-10-2018 | 14-10-2018 | 13-10-2024 | 13-10-2024 |
| Stemmen / Zetels     | Stemmen / Zetels                  | %          | 29         | %          | 29         |
| -------------------- | --------------------------------- | ---------- | ---------- | ---------- | ---------- |
|                      | Groen                             | 11         | 3          | 6,5        | 1          |
|                      | sp.a plus1/ Vooruit met Lievegem2 | 8,91       | 2          | 10,92      | 3          |
|                      | CD&V1/ CD&V Plus2                 | 41,31      | 14         | 43,62      | 15         |
|                      | Open Vld1/ Vrij Lokaal Lievegem2  | 19,31      | 6          | 21,22      | 6          |
|                      | N-VA                              | 14,3       | 4          | 8,8        | 2          |
|                      | Vlaams Belang                     | -          |            | 9,0        | 2          |
|                      | Project                           | 5,3        | 0          | -          |            |
| Totaal stemmen       | Totaal stemmen                    | 18.798     | 18.798     | 13.060     | 13.060     |
| Opkomst %            | Opkomst %                         | 94,2       | 94,2       | 61,2       | 61,2       |
| Blanco en ongeldig % | Blanco en ongeldig %              | 4,3        | 4,3        | 0,5        | 0,5        |

De zetels van de gevormde coalitie staan vetgedrukt. De grootste partij is in kleur.
Voor oudere verkiezingsresultaten zie de gemeenten Lovendegem, Waarschoot en Zomergem.
Deelgemeenten: Lovendegem · Oostwinkel · Ronsele · Vinderhoute · Waarschoot · Zomergem

Overige dorpen en gehuchten: Beke · Bredestraat · Rabot

Belgische gemeenten · Arrondissement Gent · Oost-Vlaanderen · Vlaanderen
Aalst · Aalter · Assenede · Berlare · Beveren-Kruibeke-Zwijndrecht · Brakel · Buggenhout · Deinze · Denderleeuw · Dendermonde · Destelbergen · Eeklo · Erpe-Mere · Evergem · Gavere · Gent · Geraardsbergen · Haaltert · Hamme · Herzele · Horebeke · Kaprijke · Kluisbergen · Kruisem · Laarne · Lebbeke · Lede · Lierde · Lievegem · Lochristi · Lokeren · Maarkedal · Maldegem · Merelbeke-Melle · Nazareth-De Pinte · Ninove · Oosterzele · Oudenaarde · Ronse · Sint-Gillis-Waas · Sint-Laureins · Sint-Lievens-Houtem · Sint-Martens-Latem · Sint-Niklaas · Stekene · Temse · Waasmunster · Wetteren · Wichelen · Wortegem-Petegem · Zele · Zelzate · Zottegem · Zulte · Zwalm

België: Provincies · Gemeenten